# Vanimo jezici
Vanimo jezici, malena skupina papuanskih jezika porodice sko kojima govori preko 4,200 ljudi (2003) u nekoliko sela u Papua Novoj Gvineji u provinciji Sandaun. Predstavljaju je jezici skou 700 (1999 M. Donohue) na ušću rijeke Tami; vanimo 2,670 (2000 popis); wutung 900 (2003 SIL).
Zajedno s jezicima krisa (4) čine porodicu sko.

## Vanjske poveznice
- Ethnologue (14th)
- Ethnologue (15th)